# Província de Paktia
La província de Paktia (paixtu پکتيا Paktyā, farsi پکتيا Paktyā) és una divisió administrativa de l'Afganistan a l'est del país. La capital és Gardiz o Gardez. La superfície és de 6.432 km² i la població de 415.000 habitants (2002) en un 91% paixtus. El darrer president comunista de l'Afganistan, Najibullah, era d'aquesta província igual que altres dirigents comunistes.

## Història
Formava una sola província junt amb la província de Khost i la província de Paktika, avui dia esmentades com Loya Paktia (Gran Paktia). Després de l'ocupació americana fou un dels centres de resistència. El 2005 el districte d'Azra fou segregat de la província i agregat a la província de Lowgar.

## Districtes

Districtes de Paktia.

| Districte            | Capital | Població | Àrea | Notes                                                                                   |
| -------------------- | ------- | -------- | ---- | --------------------------------------------------------------------------------------- |
| Ahmadabad            |         |          |      | Creat el 2005 segregat del districte de Sayed Karam; inclou el subdistricte de Mirzaka. |
| Ahmadabad Khel       |         |          |      |                                                                                         |
| Dand Wa Patan        |         |          |      |                                                                                         |
| Gardez               |         |          |      | Inclou la capital provincial i de districte Gardez                                      |
| Gerda Seray          |         |          |      | Creat el 2005 segregat de Zadran                                                        |
| Jaji                 |         |          |      |                                                                                         |
| Jani Khel            |         |          |      |                                                                                         |
| Lazha Mangal         |         |          |      | Lija Mangal                                                                             |
| Samkani              |         |          |      | Inclou la important ciutat fronterera de Samkani                                        |
| Sayed Karam          |         |          |      | Sub-dividit el 2005                                                                     |
| Shwak                |         |          |      |                                                                                         |
| Zadran o Wuza Zadran |         |          |      | Sub-dividit el 2005                                                                     |
| Zurmat               |         |          |      |                                                                                         |